# 7912 Лаповок
7912 Лаповок (7912 Lapovok) — астероїд головного поясу, відкритий 8 серпня 1978 року.
Тіссеранів параметр щодо Юпітера — 3,488.
Отримав назву на честь радянського радіоінженера, радіоаматора, конструктора апаратури для аматорського радіозв'язку Якова Семеновича Лаповка (народ. 1931), позивний UA1FA.